# Мочле
Мочле (словен. Močle) је насељено место у општини Шмарје при Јелшах, Савињска регија, Словенија.

## Историја
До територијалне реорганизације у Словенији било је у саставу старе општине Шмарје при Јелшах.

## Становништво
У попису становништва из 2011. године, Мочле је имало 95 становника.
| Број становника према пописима | Број становника према пописима | Број становника према пописима |
| ------------------------------ | ------------------------------ | ------------------------------ |
| 1991                           | 2002                           | 2011                           |
| 70                             | 79                             | 95                             |

Напомена: До 1955. исказивано под називом Свети Ловренц при Шмарју. Године 2018. извршена је мала размена територија између насеља Мочле и Сеновица.